# 狮石乡
狮石乡，是中华人民共和国安徽省黄山市歙县下辖的一个乡镇级行政单位。

## 行政区划
狮石乡下辖以下地区：
营川村和狮石村。